# Wilhelm Hertz
Wilhelm Ritter von Hertz (Stoccarda, 24 settembre 1835 – Monaco di Baviera, 7 gennaio 1902) è stato uno scrittore, storico e paroliere tedesco.

## Opere principali
- Dramatische Märchenspiele (1847-1848)
- Lancelot und Ginerva (1860)
- Das Rolandslied (1861)
- Der Werwolf (1862; ISBN 3-253-02684-1)
- Marie de France (1862)
- Hugdietrichs Brautfahrt (1863)
- Aucassin und Nicolette (1865)
- Heinrich von Schwaben (1867)
- Gottfried von Straßburg (1877)
- Bruder Rausch (1882) (ISBN B0000BRKXY)
- Spielmannsbuch (1886) (ISBN 3-253-02624-8)
- Am Grabe der Mutter
- Ezzelin
- Geist der Jugend from Album für Deutschlands Töchter